# Mercadillo (Loja)
Mercadillo ist eine Ortschaft und eine Parroquia rural („ländliches Kirchspiel“) im Kanton Puyango der ecuadorianischen Provinz Loja. Die Parroquia besitzt eine Fläche von 28,21 km². Beim Zensus 2010 wurden 1174 Einwohner gezählt.

## Lage
Die Parroquia Mercadillo liegt in den Ausläufern der westlichen Anden im Südwesten von Ecuador. Der Oberlauf des Río Alamor begrenzt das Areal im Süden. Entlang der nördlichen Verwaltungsgrenze verläuft der bis zu 1766 m hohe Höhenkamm Cordillera de Alamor in Ost-West-Richtung. Der tiefste Punkt in der Parroquia liegt auf einer Höhe von etwa 1040 m. Der etwa 1170 m hoch gelegene Hauptort Mercadillo befindet sich 4,5 km östlich vom Kantonshauptort Alamor. Die Fernstraße E68 (Alamor–Celica) führt durch Mercadillo.
Die Parroquia Mercadillo grenzt im Norden und im Nordosten an die Parroquias El Arenal und Vicentino, im Süden an die Parroquia Guachanamá (Kanton Paltas) sowie im Westen an die Parroquia Alamor.

## Orte und Siedlungen
In der Parroquia gibt es neben dem Hauptort folgende Barrios: Chitoque, La Cienega, Las Palmas, Luz de América, San Antonio und San José.

## Geschichte
Die Parroquia Mercadillo wurde am 10. November 1911 im Kanton Paltas gegründet. Die Gebiete der heutigen Parroquias Ciano, El Arenal und Vicentino gehörten damals noch zur Parroquia Mercadillo. Namensgeber der Parroquia Mercadillo ist Alonso de Mercadillo, Gründer der Provinzhauptstadt Loja.